# Club de la Sainte-Chapelle
Le Club de la Sainte Chapelle est une organisation politique constituée par des membres de l’Assemblée électorale de Paris qui fonctionna en 1791 et 1792. 

## Un groupe de l’Assemblée électorale de Paris
Le Club de la Sainte-Chapelle est le nom donné à un groupement politique constitué par des membres de l’Assemblée électorale de Paris le 22 septembre 1791. Il se réunissait dans l’église éponyme située dans l’île de la Cité.
Les membres de l’Assemblée électorale de Paris élus en 1790 avaient rejoint le Club de l’Évêché. En septembre 1791, l’assemblée se divise en deux factions : les membres radicaux restent dans le Club de l’Évêché tandis que les électeurs modérés rejoignent le Club de la Sainte Chapelle. 
Le Club de la Sainte Chapelle regroupe des royalistes et des personnes issues du Club des Feuillants. Le poète Jean-Antoine Roucher en fut un des influents présidents.
Le Club est présidé par Jacques Delavigne (1743-1824), avocat, député du Tiers état de Paris aux États généraux de 1789. Il tient ses séances à huis clos, contrairement à la formation rivale. Le club réussit à avoir une influence déterminante dans l’élection des députés.
Le seul fait d'avoir appartenu à ce club devint un motif d'exclusion de l'assemblée électorale de 1792. Le 2 septembre 1792, l'assemblée décida d’exclure « ceux de ses membres qui auraient assisté à quelque club anticivique, tels que le club monarchique, le club de la Sainte-Chapelle, celui des Feuillants et leurs affiliés, ou qui auraient signé la pétition des 29 000.

## Sources
- Nau-Deville : Compte rendu des séances électorales de 1791 et de la division du corps électoral en deux sociétés, sous les noms de club de l'Évêché, club de la Sainte-Chapelle. Mode d'élection en France et en Angleterre. Liste des électeurs du club de la Sainte-Chapelle, par un électeur de 1791; Paris, Hérissant, novembre 1791
- Étienne Charavay : Assemblée électorale de Paris, Procès-verbaux : volume 2 (26 août 1791 – 12 août 1792), Cerf, Quantin, Charles Noblet, Paris, 1894
- Étienne Charavay : Assemblée électorale de Paris, Procès-verbaux : volume 3 (2 septembre 1792 – 17 frimaire an II), Cerf, Quantin, Charles Noblet, Paris, 1905